# زردپره ته‌قهوه‌ای
زردپره ته‌قهوه‌ای (نام علمی: Emberiza affinis) نام یک گونه از سرده زردپره‌های معمولی است.